# Apanteles calycinae
Apanteles calycinae är en stekelart som beskrevs av Wilkinson 1928. Apanteles calycinae ingår i släktet Apanteles och familjen bracksteklar. Inga underarter finns listade i Catalogue of Life.